# ゴースト障害

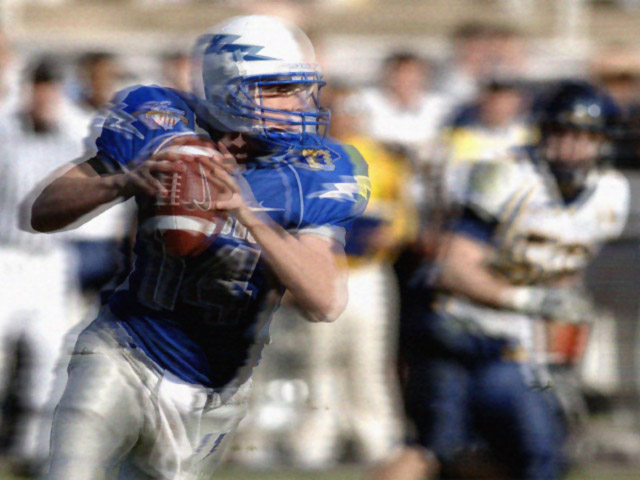
ゴースト障害のイメージ

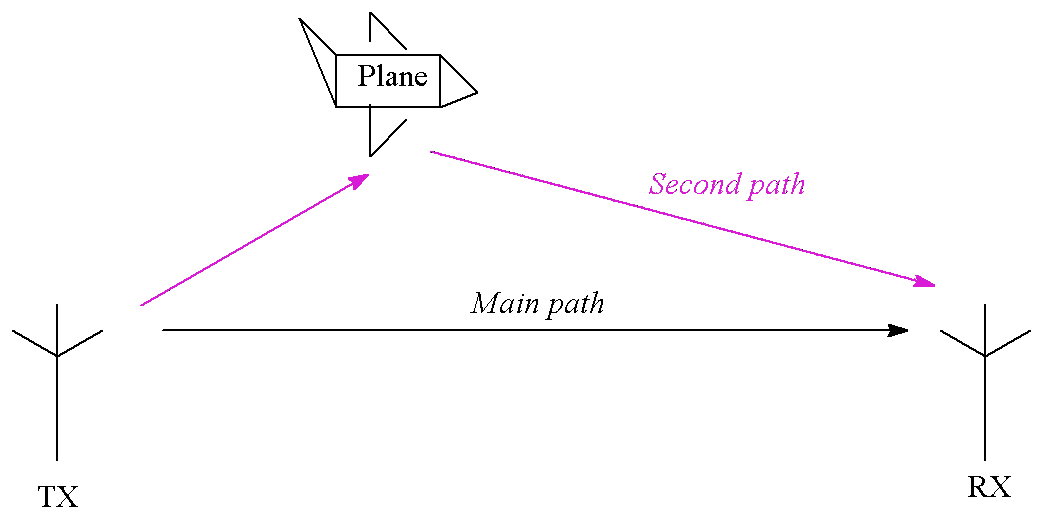
ゴースト障害の原因となるマルチパスの例

ゴースト障害（ゴーストしょうがい）は、反射によって電波が時間軸方向にずれて受信されることで、テレビやラジオなどで映像（動画像）や音声がずれて見える（聞こえる）現象のことである。

## 原因
経路長が異なる複数の経路で信号が伝わることによる。その原因としては、マルチパスとインピーダンス不整合がある。
マルチパス
反射などにより、電波の伝わる経路が複数ある。
インピーダンス不整合
高周波回路のインピーダンスが統一されていないことにより、余分な反射波が発生する。
ビル（ビル影やビル反射）、送電線の鉄塔（送電線鉄塔影や送電線鉄塔反射）、ゴルフ練習場のネット、高速道路や高架鉄道の構造物が原因になっていることが多い。

## 前ゴーストと後ゴースト
主な映像の左（走査の時間的に前）に現れる前ゴーストと、右（後）に現れる後ゴーストがある。
水平帰線区間オーダーまで遅れたり進んだりするゴーストがあると、発生原理の前後と見た目の前後は一致しない。
両方現れることや、特に主な映像がなく何重にもなることもある。

### 後ゴースト
マルチパスで直接波とは別に反射により迂回してきた電波がアンテナに届くと迂回してきた分だけ余計に時間がかかるので、後ゴーストが現れる。
インピーダンス不整合によるゴーストは後ゴーストとなる。

### 前ゴースト
直接波が届かないか弱く複数の反射波のうち最短でないものが最も強い場合は、前ゴーストが現れる。この場合は、ゴーストは強く何重にも現れることが多い。
アンテナ間の経路が1つでも電波が直接にテレビやビデオのアンテナ端子に届いた場合、アンテナ線に沿って流れるより直進する電波のほうが早いので前ゴーストとなる。

## ゴーストのない放送
衛星放送はパラボラアンテナに強い指向性があり直接波しか捕らえないため、マルチパスによるゴーストはほとんどない。インピーダンス不整合によるゴーストは地上波と同様にある。
デジタルテレビは高周波の多少のノイズは復調過程で完全に取り除かれ、強いノイズがあればブロックノイズでモザイク状になるかまったく見られなくなる。どちらにせよ、ゴーストが映ることはない。

## ゴースト除去
ゴーストを除去するには、大きく分けて2つの方法がある。いずれもゴーストが1つであれば比較的きれいに消せるが、多くなると全て消すことは困難となる。
- チューナー内の高周波の段階でゴーストを除去する。ゴースト除去用基準信号が利用される。
- 動画データのゴーストを除去する機能を持つ動画加工ツールもある。